# 学校法人日生学園
学校法人日生学園（がっこうほうじんにっせいがくえん）は、三重県津市白山町の青山高等学校内に本部を置く学校法人。

## 概要
1965年（昭和40年）12月13日に認可された学校法人。日生の日は「太陽」、生は「生きる」ということで「太陽のように生きる人を育てん」との思いから、日の精神を生きる日生学園と定める。中学校1校、高等学校2校を運営する。また、休校中の高等学校が1校と休園中の幼稚園が1園ある。なお、小学校、大学は運営していない。

## 沿革
- 1965年12月13日 - 学校法人日生学園が認可される。
- 1966年 - 全寮制の日生学園高等学校（後に日生学園第一高等学校に変更）が開校。
- 1980年 - 全寮制の日生学園第二高等学校が開校。
- 1982年 - 全寮制の日生学園附属中学校及び日生学園附属幼稚園を日生学園第二高等学校に併設で開校。
- 1983年 - 全寮制の日生学園第三高等学校が開校。
- 1988年 - 日生学園附属中学校が日生学園第一高等学校併設となり、中高一貫教育校（日生学園附属中学校・日生学園第一高等学校）となる。
- 2015年4月1日 - 学校法人日生学園創立50周年を記念して運営する学校名を変更する。
  - 日生学園附属中学校 → 桜丘中学校
  - 日生学園第一高等学校 → 桜丘高等学校
  - 日生学園第二高等学校 → 青山高等学校
  - 日生学園第三高等学校 → 自由ヶ丘高等学校
- 2021年 新型コロナウイルスの影響で生徒が減少し、経営が悪化したため自由ヶ丘高等学校の新入生の募集を停止し休校にすると発表。自由ヶ丘高等学校に在籍している生徒は、系列校の青山高等学校に転校した[5]。

## 過去の暴力事件
1985年に、日常化していた苛烈な体罰、暴力による、限りなく児童虐待に等しい荒れた学校・寮内の内部告発が週刊現代に掲載された。こうした事態を受け、国会議員や弁護士会による調査や、参議院文教委員会及び決算委員会における事件の報告が行われた。会議録によれば、1984（昭和59）年の4月から1985（昭和60）年の9月にかけて日生学園の運営する高校において教師や生徒による暴力や集団リンチ・事故死・脱走・自殺等があった。これに関して、三重県は学校法人日生学園に対し、私学助成金交付の停止または保留の措置を講じた。また、これに先立ち、三重県は日生学園第二高校校長に対し、学校の管理体制を見直すよう求める文書を交付した。

## 設置校
- 桜丘中学校・高等学校 - 三重県伊賀市
- 青山高等学校 - 三重県津市
- 自由ヶ丘高等学校 - 兵庫県姫路市。現在、休校中。
- 日生学園附属幼稚園 - 三重県津市（登録上は青山高等学校と同住所）。現在、休園中。